# Lope de Mendoza
Lope de Mendoza  (Sevilla, c. 1363-Santiago de Compostela, 3 de febrero de 1445). Eclesiástico castellano. Fue Obispo de Mondoñedo y Arzobispo de Santiago de Compostela

## Biografía

### Primeros años

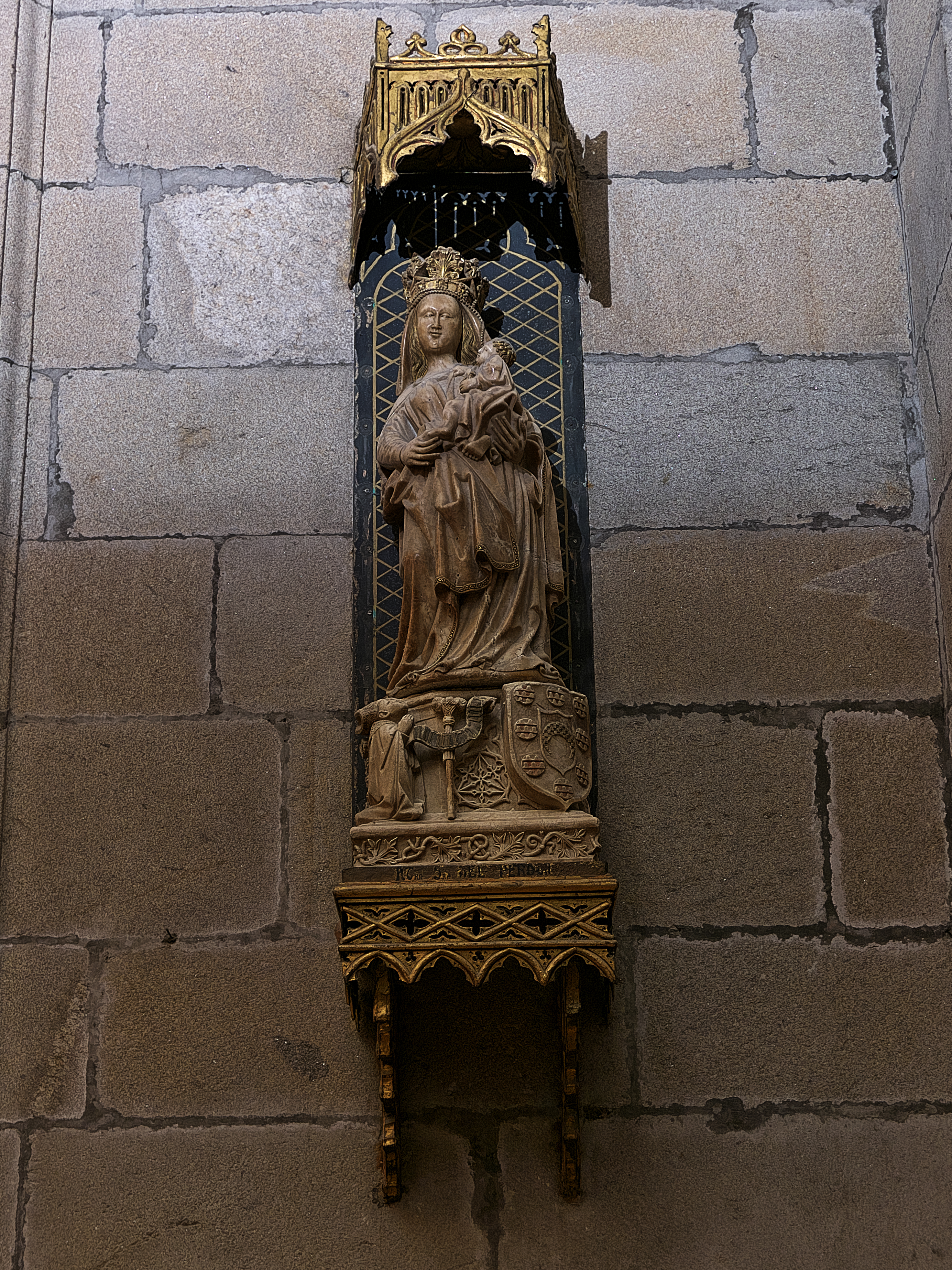
Virgen del Perdón, Capilla de Lope de Mendoza (Catedral de Santiago de Compostela)

Lope de Mendoza nació en Sevilla hacia 1363, escogiendo como segundón de la familia la carrera eclesiástica y graduándose en Leyes. Fue primero obispo de Mondoñedo en 1393 y luego Arzobispo de Santiago de Compostela. Ocupó la sede de compostela primero como Administrador Apostólico en septiembre de 1399 y luego ya Arzobispo al menos desde marzo de 1400. La interinidad se debió a la huida a Portugal del derrotado anterior arzobispo Juan García Manrique. Al principio de su mandato aumentará el intervencionismo regio, de hecho Enrique III le nombró para intentar disminuir el poder acumulado en Galicia por Pedro Enríquez, conde de Lemos y de Trastamara. Se reestructuraría el Adelantamiento y se crearía el puesto de Corregidor. Intentó evitar la pobreza y relajación del clero y el caos en que se encontraba el patrimonio de la Iglesia por los manejos de los nobles. Sugirió que los nobles moraran en sus casas y no en la Corte para disminuir su poder, y dictó las famosas Ordenanzas de Muros en 1406 así como constituciones para los gremios de azabacheros, plateros y cambiadores de Santiago. Participó en la campaña de conquista de Antequera en 1410 y en las Cortes de Madrid de 1419, que declararon mayor de edad al rey Juan II. 

### Conflictos políticos
Tras las cortes de Madrid el rey Juan II se apoya más en Álvaro de Luna y se recrudece el conflicto contra el partido de los Infantes de Aragón y el Condestable Ruy López Dávalos, que habían ejercido el poder efectivo durante la regencia. El conflicto en la corte también se manifiesta en Galicia, donde el partido del rey y Don Álvaro está representado por el ambicioso Don Fadrique de Trastámara, Señor de Lemos e hijo del mencionado Pedro Enríquez, mientras que el arzobispo Don Lope se adhirió siempre al partido opuesto que era el de los Infantes de Aragón, quizá por fidelidad al difunto rey Enrique III y su hermano Fernando de Antequera. Ya en 1418, Don Fadrique intentó minar el poderío del Arzobispo instigando una rebelión en la ciudad de Santiago con el beneplácito del rey y de Don Álvaro. Tras los episodios de noviembre de 1420 (huida de Talavera) no le quedó otro remedio al arzobispo que someterse a todo lo que Don Fadrique exigiera como miembro de la facción victoriosa. En 1423 Fadrique alcanzó la cima de su poder al ser nombrado Duque de Arjona y miembro del Consejo Real, apoyando decididamente a Álvaro de Luna. Don Lope no volvería a poder visitar la Corte hasta 1425.
Don Lope tuvo que quitar el cotizado oficio de pertiguero mayor a su sobrino Juan y dárselo a su rival, quien aumentó su osadía y ambición, acorde con su carácter violento. Sin embargo, en 1425 se llega a una cierta amistad de conveniencia, debido por una parte a las sucesivas cesiones de Don Lope pero también a la ambición de Don Fadrique, que intenta formar una facción contra Don Álvaro de Luna uniéndose a sus anteriores enemigos los Infantes de Aragón, con los que estuviera siempre aliado don Lope. En 1426 la ambición de Fadrique le hizo destacarse en el bando opuesto a Don Álvaro, pero este logró retomar el poder en 1428 expulsando de Castilla a los Infantes de Aragón, encarcelando a Don Fadrique (muerto en prisión en 1430) y quedando don Lope en Santiago aislado y en desgracia. 
En un momento en el que habían reganado el favor real, los Infantes de Aragón, a quienes tanto había apoyado, prefirieron al candidato opuesto Don Gutierre Álvarez de Toledo cuando Lope intentara acceder en 1442 al Arzobispado de Toledo. Finalmente Don Lope intentó volver a Sevilla permutando el Arzobispado con García Enríquez Osorio, Arzobispo de Sevilla, en 1444, lo que impidió Don Álvaro pues no convenía que dos miembros de la enemiga familia Osorio (García y su hermano Pedro) ocuparan puestos importantes a la vez en Galicia. Lope de Mendoza moriría el 3 de febrero de 1445.

### Obras
El origen sevillano de Don Lope explica que el castellano se introdujera en los documentos del arzobispado. Bajo su mandato se erigió la colegiata de Santa María de La Coruña y se continuaron las obras de la Catedral de Santiago, con el nuevo cimborrio gótico y la capilla que mandara construir dónde ahora se encuentra la Capilla de la Comunión, también llamada Capilla de Mendoza. Don Lope estaba sepultado en la capilla de Nuestra Señora del Perdón pero su tumba ha desaparecido (el "tumbo vermello" del arzobispo don Lope, sustentado en doce leones y con figuras de Arzobispos y Apóstoles). Grabó sus armas a los pies de la imagen de alabastro de dicha Virgen, en la peana, que se encuentra a la derecha de la puerta de la capilla, y en la puerta exterior de esta, y allí pueden verse.
En su tumba está escrito: "A la memoria del Rmo. Sr. Arzbispo D. Lope de Mendoza, fundador de esta capilla, fallecido el 3 de febrero de 1445 y a la del M. Ie. Sr. Deán D. Policarpo de Mendoza Bienhechor insigne de esta S.A.M. Iglesia fallecido el 17 de marzo de 1794. R.I.P. SPES AUTEM NON CONFUNDIT".
- Datos: Q5978814